# Planorbella trivolvis
Planorbella trivolvis е вид коремоного от семейство Planorbidae.

## Разпространение
Видът е разпространен в Канада (Албърта, Британска Колумбия, Квебек, Манитоба, Нова Скотия, Ню Брънзуик, Нюфаундленд, Онтарио, Остров Принц Едуард, Саскачеван и Юкон) и САЩ (Айдахо, Айова, Алабама, Аляска, Арканзас, Вирджиния, Върмонт, Делауеър, Джорджия, Западна Вирджиния, Илинойс, Индиана, Калифорния, Канзас, Кентъки, Кънектикът, Луизиана, Масачузетс, Мейн, Мериленд, Минесота, Мисисипи, Мисури, Мичиган, Монтана, Небраска, Ню Джърси, Ню Йорк, Ню Хампшър, Охайо, Пенсилвания, Род Айлънд, Северна Дакота, Северна Каролина, Тексас, Тенеси, Уайоминг, Уисконсин, Флорида, Южна Дакота, Южна Каролина и Юта).